# بيلي ميليونا

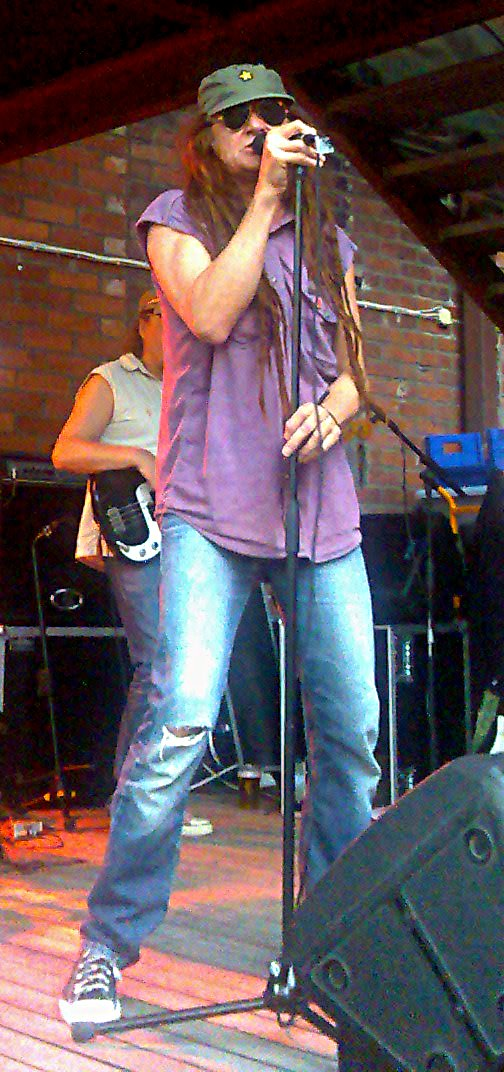

بيلي ميليونا (Pelle Miljoona؛ هامينا، 10 فبراير 1955). موسيقي فنلندي.

## روابط خارجية
- بيلي ميليونا على موقع IMDb (الإنجليزية)
- بيلي ميليونا على موقع ميوزك برينز (الإنجليزية)
- بيلي ميليونا على موقع ميوزك برينز (الإنجليزية)
- بيلي ميليونا على موقع ديسكوغز (الإنجليزية)
- بيلي ميليونا على موقع ديسكوغز (الإنجليزية)
- بيلي ميليونا على موقع ديسكوغز (الإنجليزية)
- بيلي ميليونا على موقع قاعدة بيانات الفيلم (الإنجليزية)